# José Ángel Lema Pueyo
José Ángel Lema Pueyo (San Sebastián, 21 de marzo de 1960 - 5 de abril de 2022) fue un historiador especializado en Historia y Paleografía Medieval, en especial de los archivos vascos y navarros.

## Vida
Se licenció en el 1984 en la universidad de Deusto y se doctoró en el 1995 con la tesis Organización institucional de los reinos de Alfonso I "el Batallador" y sus relaciones con la nobleza laica y eclesiástica (1104-1134). 
Fue Catedrático titular de Historia Medieval en el Departamento de Filología e Historia de la Facultad de Letras de Álava de la Universidad del País Vasco desde el 2003 hasta su muerte por infarto de miocardio.

## Investigación
Su investigación se centró en el estudio diplomático y edición de documentación bajomedieval relativa País Vasco (siglos XIV-XVI) y el estudio histórico de los orígenes y consolidación del poder provincial en Guipúzcoa en el tránsito de la Edad Media a la Moderna, con especial atención a sus Juntas Generales y Particulares, y al poder concejil sin olvidar el análisis del contexto histórico en el que los documentos que estudiaba se habían creado.

## Publicaciones

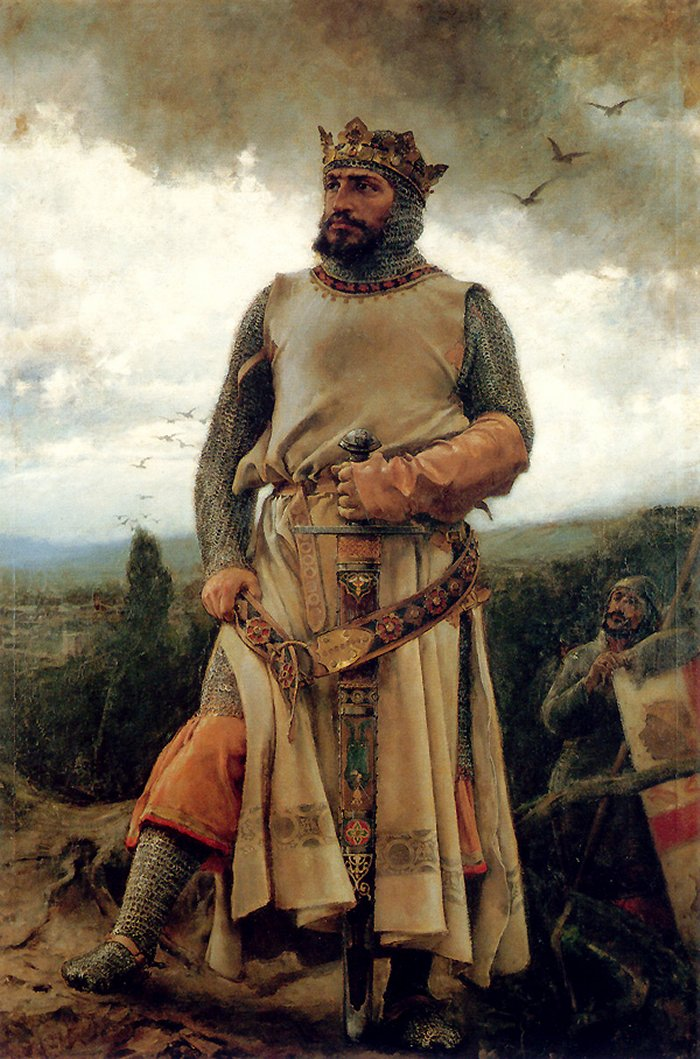
Jose Angel Lema Pueyo publicó un libro en el que trataba el itinerario de Alfonso El Batallador durante los años de su reinado.

La mayoría de sus publicaciones se centraron en las colecciones documentales del Paiz Vasco, siendo uno de sus mayores conocedores y publicando varios libros en la colección "Fuentes Documentales Medievales del País Vasco " de la Sociedad de Estudios Vascos al igual que sobre temas relacionados al contexto histórico de los documentos estudiados específicos como eran las Guerras de bandos y sobre las élites de los siglos XV y XVI en Álava, Vizcaya y Guipúzcoa, aunque también publicó sobre el rey aragonés Alfonso I El Batallador.

## Proyectos de investigación
- De la Lucha de Bandos a la Hidalguía Universal: transformaciones sociales, políticas e ideológicas en el País Vasco, siglos XIV y XV" (UPV y Ministerio de Educación y Ciencia, 2000-2002, 2002-2003 y 2004-2007)
- "Los ámbitos de poder en la sociedad guipuzcoana tardomedieval (siglos XIV-XVI): entramados burocráticos y manifestaciones documentales" (UPV/ EHU, 2003-2005).

En el momento de su muerte se encontraba estudiando las relaciones entre la Corona castellana y las elites vascas de los siglos XV y XVI a través de las llamadas "Cartas Vizcaínas", proyecto en el que estaba trabajando con José Antonio Munita Loinaz.